# Brooklyn Navy Yard
The United States Navy Yard, New York ou Brooklyn Navy Yard foi um estaleiro da Marinha dos Estados Unidos localizado no condado de Brooklyn, a nordeste de Battery Park, Nova Iorque.

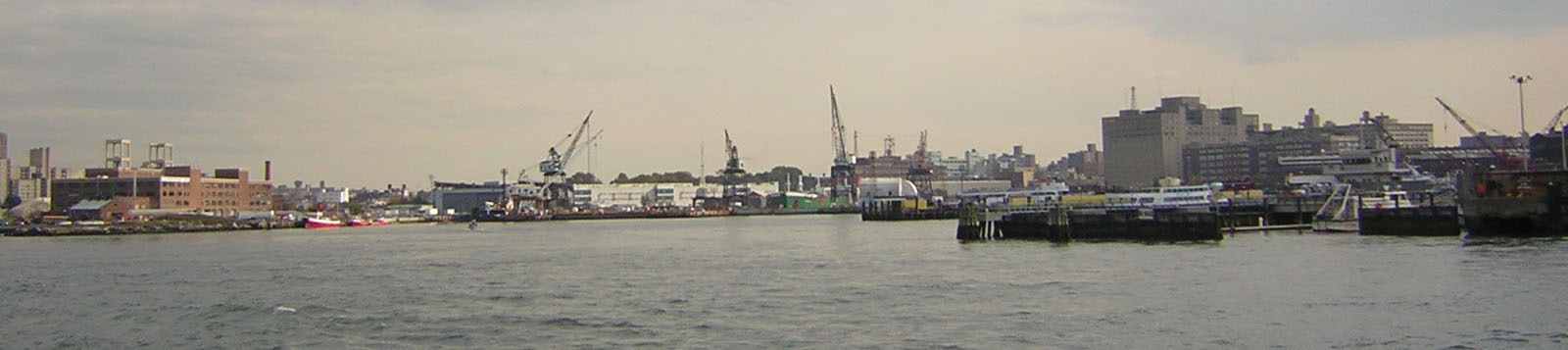
O estaleiro visto do East River em 2007.

O estaleiro foi desativado em 1966 e vendido à cidade de Nova Iorque, tornando-se uma área de comercialização privada.

O estaleiro que existia no local dá o nome ao bairro.

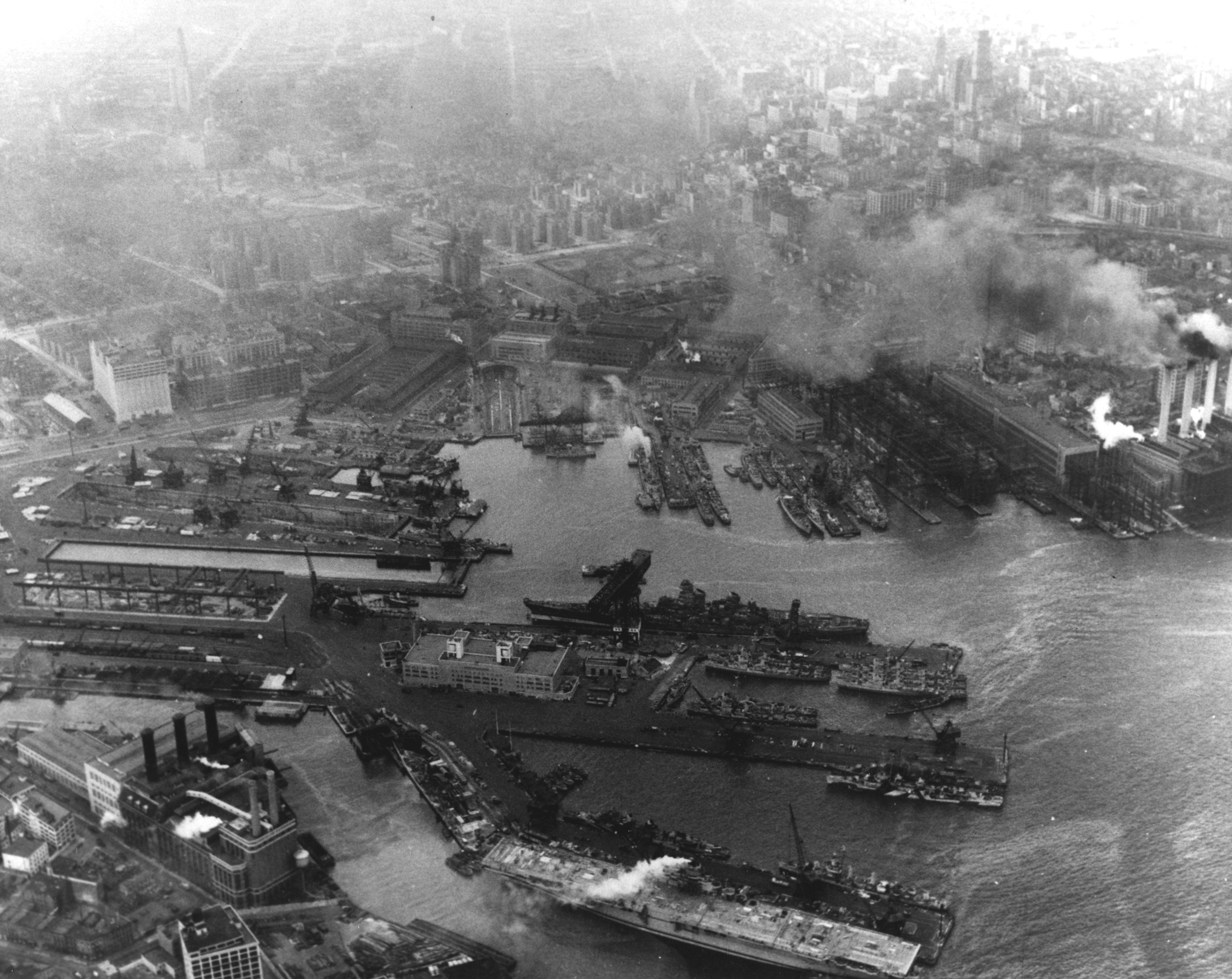
Vista aérea do Brooklyn Navy Yard em 1944